# Dongqian Hu
Dongqian Hu (kinesiska: 东钱湖) är en sjö i Kina. Den ligger i provinsen Zhejiang, i den östra delen av landet, omkring 150 kilometer öster om provinshuvudstaden Hangzhou. Dongqian Hu ligger 5 meter över havet. Arean är 20,0 kvadratkilometer. I omgivningarna runt Dongqian Hu växer i huvudsak blandskog. Den sträcker sig 6,9 kilometer i nord-sydlig riktning, och 5,9 kilometer i öst-västlig riktning.
Genomsnittlig årsnederbörd är 1 981 millimeter. Den regnigaste månaden är juni, med i genomsnitt 355 mm nederbörd, och den torraste är januari, med 68 mm nederbörd.